# Пацци, Франческо

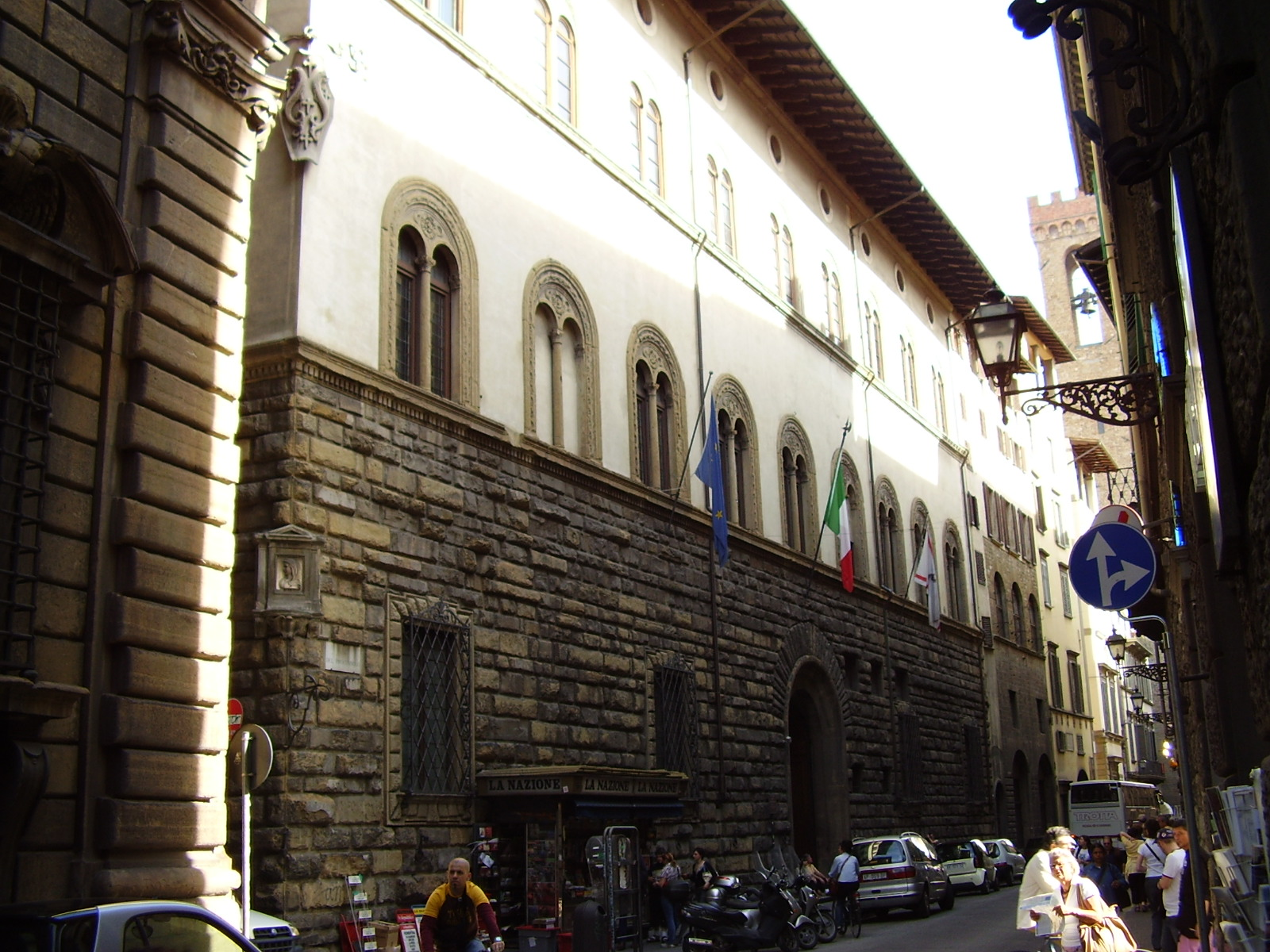
Палаццо Пацци во Флоренции

Франческо Пацци (итал. Francesco Pazzi; 28 января 1444, Флоренция — 26 апреля 1478, там же) — дворянин из знатного флорентийского рода Пацци, прославившийся благодаря заговору против Лоренцо Великолепного. Племянник Якопо Пацци, одного из заговорщиков.
В 1478 году во Флоренции группа богатых флорентийских граждан во главе с Франческо Пацци и родственником папы пизанским архиепископом Франческо Сальвиати сделала попытку свергнуть власть Медичи. 26 апреля во время богослужения в соборе Санта Мария дель Фьоре заговорщики с кинжалами в руках напали на братьев Медичи Джулиано и Лоренцо. Легкораненому Лоренцо удалось спастись в ризнице, Джулиано пал от первого же удара. Попытка поднять восстание под лозунгом восстановления республиканских свобод не удалась. Заговорщики были повешены на окнах Палаццо Веккьо (Франческо — в тот же день, 26 апреля).

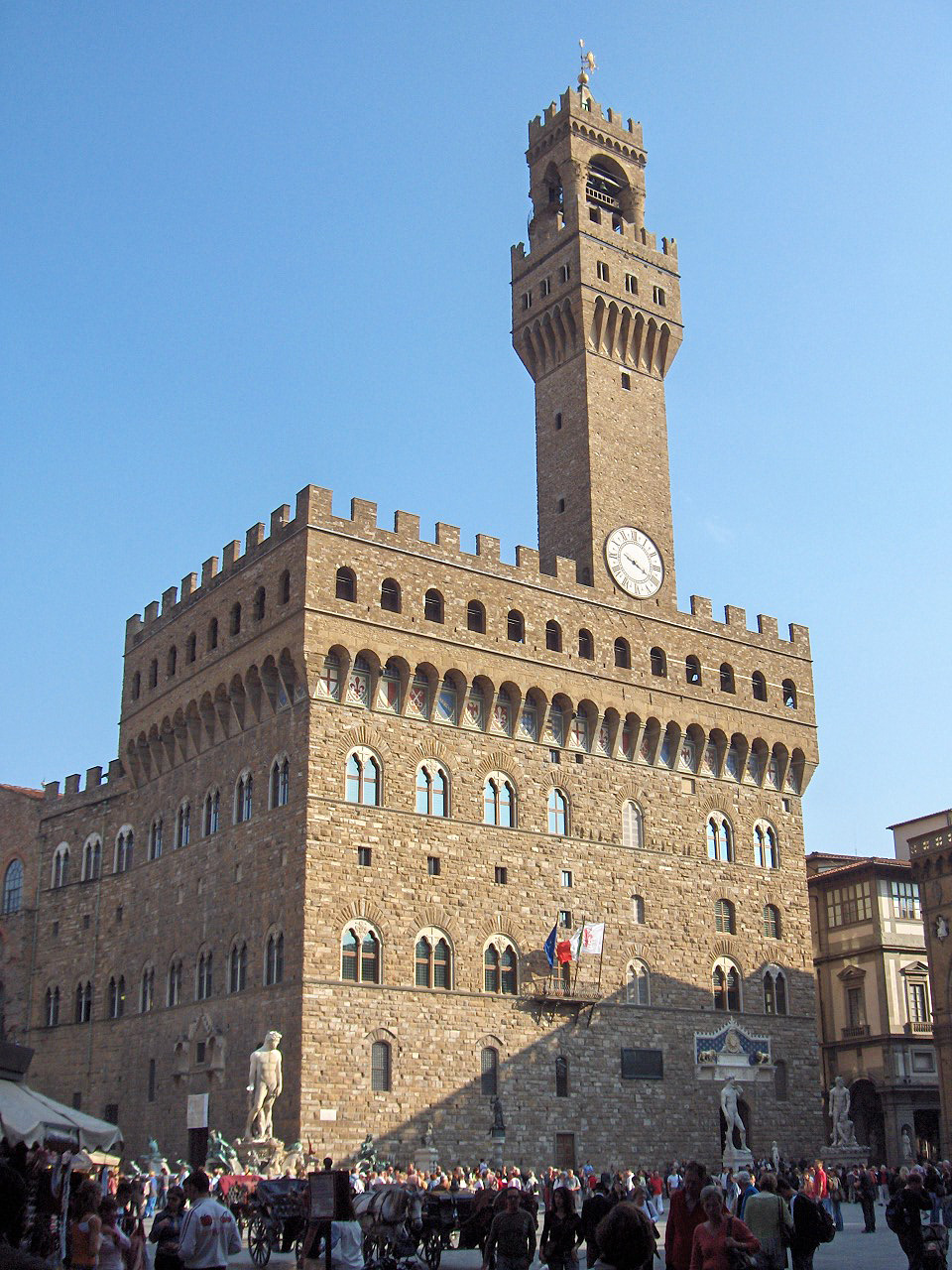
Палаццо Веккьо

## В художественных произведениях
Франческо Пацци стал персонажем романа Карела Шульца «Камень и боль» (1943).
История Франческо Пацци обыграна в романе Томаса Харриса «Ганнибал», сериале Брайана Фуллера «Ганнибал» и одноимённом фильме Ридли Скотта. Также фигурировал его дальний вымышленный потомок, инспектор полиции Ринальдо Пацци.
В видеоигре «Assassin’s Creed II», вышедшей в ноябре 2009 года, Франческо Пацци является одним из врагов главного героя, ассасина Эцио Аудиторе да Фиренце, представителя знатного рода, чья семья пострадала вследствие заговора Пацци. Убийство всех участников заговора, как и спасение Лоренцо Медичи, создатели игры также приписывают ассасину. 
Также Франческо Пацци и другие участники заговора фигурируют в сериалах «Демоны Да Винчи» и «Медичи: повелители Флоренции» (2 сезон).